# Кастелбуоно
Кастелбуоно (итал. Castelbuono) је насеље у Италији у округу Палермо, региону Сицилија.
Према процени из 2011. у насељу је живело 7458 становника. Насеље се налази на надморској висини од 467 м.

## Становништво
| 1936.  | 1951.  | 1961.  | 1971.  | 1981.  | 1991.  | 2001. | 2011. |
| ------ | ------ | ------ | ------ | ------ | ------ | ----- | ----- |
| 11.155 | 11.679 | 11.368 | 10.542 | 10.112 | 10.058 | 9.648 | 9.161 |